# Pulsbreedtemodulatie

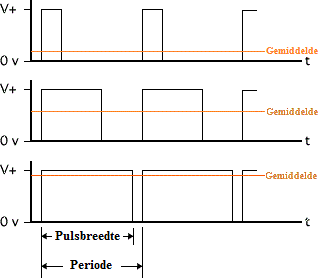
Fig. 1: Pulsbreedtemodulatie

Pulsbreedtemodulatie (PBM of PWM van het Engelse pulse-width modulation) is een modulatietechniek waarbij in een vaste frequentie pulsen worden uitgezonden waarvan de breedte gevarieerd wordt. PBM wordt veel gebruikt als vorm van elektrische voeding of als manier van digitale informatieoverdracht. 
Men stuurt een elektrisch signaal in de vorm van een blokgolf met een vaste frequentie. De spanning is dus volledig ingeschakeld (1) of volledig uitgeschakeld (0). Bij PBM wordt de arbeidscyclus van het signaal aangepast. De arbeidscyclus is de verhouding van de tijd dat het signaal hoog (1) is tot de periode van het signaal. Men beïnvloedt zo de gemiddelde waarde van het signaal, zoals te zien is in figuur 1.
PBM kent vele toepassingen, een eenvoudig voorbeeld is de aansturing van een led. Wanneer de led wordt aangestuurd met een PBM-signaal dan zal de led op hoge snelheid aan- en uitschakelen. Wanneer de gebruikte frequentie hoog genoeg is dan zal de traagheid van het menselijk oog ervoor zorgen dat het lijkt alsof de led zachter brandt. 
Voorgaande voorbeeld haalt al aan dat de gebruikte frequentie van belang is. De schakelfrequentie moet snel genoeg zijn zodat het schakelen geen merkbare invloed heeft op de belasting. Deze schakelfrequentie kan variëren van enkele keren schakelen per minuut bij een elektrisch fornuis, tot 100 Hz in een dimmer voor gloeilampen, enkele kilohertz (kHz) bij motorsturingen en tien tot honderden kHz in schakelende voedingen voor televisies en computersystemen.
Het grote voordeel van PBM als vermogensregeling is dat het vermogensverlies over de schakelapparaten zeer klein is.

## Geschiedenis
Wanneer men in het verleden een apparaat op slechts een deel van zijn nominaal vermogen wilde laten werken, maakte men gebruik van een regelweerstand die in serie of als spanningsdeler geschakeld was met de motor (bij een naaimachine bijvoorbeeld bevond deze zich in het pedaal). Door de regelweerstand werd een deel van het vermogen opgenomen in de vorm van warmte. Deze methode was zeer inefficiënt, maar acceptabel, aangezien het totale vermogen laag was. Er waren wel andere, sommige nog steeds gebruikte, methodes zoals variabele autotransformatoren en uiteindelijk de variac voor algemene AC-vermogensregeling. Deze waren efficiënt, maar ook relatief duur. 
Deze systemen zijn lang gebruikt, maar inmiddels voorbijgestreefd door dimmers op basis van pulsbreedtemodulatie of faseaansnijding.
Een van de eerste toepassingen van PBM was de Sinclair X10, een 10 W audioversterker, beschikbaar als bouwpakket in de jaren 1960. Het was rond deze tijd dat men PBM begon te gebruiken in DC-motorsturing.

## Principe

Fig. 2: blokgolf ter verduidelijking van de definities van, en D.

Bij pulsbreedtemodulatie wordt een rechthoekige pulstrein gebruikt waarvan de pulsbreedte gemoduleerd is overeenkomend met het over te brengen signaal. Bij het signaal {\displaystyle f(t)} met een lage waarde {\displaystyle y_{\text{min}}}, een hoge waarde {\displaystyle y_{\text{max}}} en een arbeidscyclus {\displaystyle D} (zie figuur 2), dan is de gemiddelde waarde van het signaal gegeven door:
{\displaystyle {\bar {y}}={\frac {1}{T}}\int _{0}^{T}f(t)\,\mathrm {d} t}